# Мужская сборная Сьерра-Леоне по кабадди
Мужская национальная сборная Сьерра-Леоне по кабадди — представляет Сьерра-Леоне на международных соревнованиях по кабадди. Управляющей организацией является Федерация кабадди Сьерра-Леоне (англ. Kabaddi Federation of Sierra Leone).

## Результаты выступлений

### Чемпионаты мира (круговой стиль)
| Год       | Победы         | Ничьи          | Поражения      | Место          |
| --------- | -------------- | -------------- | -------------- | -------------- |
| 2010—2011 | не участвовали | не участвовали | не участвовали | не участвовали |
| 2012      | 1              | 0              | 2              | 9              |
| 2013      | 2              | 0              | 3              | 7              |
| 2014      | не участвовали | не участвовали | не участвовали | не участвовали |
| 2016      | 2              | 0              | 3              | 7              |
| 2020      | 0              | 0              | 4              | 9              |